# Batalla de Caseros
La batalla de Caseros fue un enfrentamiento armado ocurrido el 3 de febrero de 1852, en el cual el ejército de la Confederación Argentina, al mando de Juan Manuel de Rosas —gobernador de la provincia de Buenos Aires y Encargado de las Relaciones Exteriores de la Confederación Argentina—, fue derrotado por el Ejército Grande, compuesto por fuerzas de Brasil, Uruguay, las provincias de Entre Ríos, Corrientes y Santa Fe y los unitarios exiliados, liderado por Justo José de Urquiza —gobernador de Entre Ríos, quien se había sublevado contra Rosas el 1 de mayo de 1851 en el Pronunciamiento de Urquiza—, y que tuvo como consecuencia la renuncia inmediata de Rosas al gobierno y su exilio en el Reino Unido.

## Antecedentes

### Las guerras civiles argentinas
Desde 1814 en adelante, la Argentina se había visto sacudida por una serie de guerras civiles que enfrentaron al partido federal con el centralismo, en general identificado con los gobiernos porteños. Esta situación privó al país de un gobierno central —en forma casi permanente— desde 1820.
A partir de 1831, el sistema de organización estatal estuvo determinado por la llamada Confederación Argentina, una laxa unión de estados provinciales unidos por algunos pactos y tratados entre ellos. 
Desde 1835, el dominio real del país estuvo en manos del gobernador de la provincia de Buenos Aires, Juan Manuel de Rosas, munido además de la «suma del poder público», en que la legislatura porteña jugaba un papel moderador muy poco visible.
En 1839, y en mayor medida a partir de 1840, una cruel guerra civil sacudió al país, afectó a todas las provincias —algo que nunca había ocurrido en tal medida— y costó miles de víctimas. Rosas logró vencer a sus enemigos, aseguró su predominio más que antes. Una campaña en el interior del Chacho Peñaloza y una larga rebelión de la provincia de Corrientes logró afectar a las provincias de Santa Fe y Entre Ríos, pero también fueron derrotados en 1847. Desde entonces, la Confederación gozó de una relativa paz.

### Fin del Bloqueo Anglofrancés
Desde 1844, la ciudad de Montevideo estaba sitiada por el general Manuel Oribe, que controlaba casi todo el país y se consideraba presidente legal del Uruguay. Contaba con una valiosa ayuda material y militar de parte de Rosas, que incluía importantes fuerzas militares argentinas participando del sitio de Montevideo. No obstante, la ciudad resistió con ayuda del bloqueo anglo-francés del Río de la Plata; las fuerzas de Gran Bretaña y Francia bloqueaban el Río de la Plata e impedían los movimientos navales argentinos en apoyo de Oribe. La situación quedó, por consiguiente, en un punto muerto. Al menos, hasta que —en 1847— se produjo la caída de la última resistencia contra Rosas en el interior de la Argentina.
Sin más aliados que los defensores de Montevideo, los ingleses dudaron de las posibilidades de vencer a Rosas. Como, al fin y al cabo, Rosas tenía buenas relaciones diplomáticas y comerciales con ellos, transaron en lo que pudieron, aceptaron lo poco que cedía Rosas y en noviembre de 1848 se firmó el Tratado Arana-Southern, por el que Inglaterra levantaba de modo unilateral el bloqueo. El nuevo gobernante francés, Napoleón III, mantuvo la postura de su antecesor un tiempo más, pero terminaría por ordenar la firma del Tratado Arana-Leprédour, en enero de 1850.
Los defensores de Montevideo estaban solos, y la ciudad no resistiría mucho más. Para aumentar la presión sobre la ciudad sitiada, Rosas prohibió todo tipo de comercio con Montevideo, tolerado hasta entonces. La ciudad sufrió un bloqueo comercial —aunque no por fuerzas navales—.
Pero la prohibición trajo un problema inesperado: el principal beneficiario del comercio con Montevideo eran los entrerrianos, y en particular el propio gobernador, general Justo José de Urquiza. Tocado en sus intereses materiales, pero también convencido de la necesidad de renovación política y de organización constitucional, y con varios antecedentes de ofrecimientos de alianzas de parte de los unitarios, Urquiza buscaba su oportunidad de forzar a Rosas a ceder, o bien terminar con su largo gobierno.

### El Pronunciamiento
A fines de 1850, el Imperio del Brasil salió en defensa de Montevideo. La existencia de la República Oriental del Uruguay había sido hasta entonces la garantía de que podía contar con bases comerciales en el Río de la Plata, por lo que la caída de ésta en poder de un aliado de Rosas podía ser peligrosa para sus intereses.

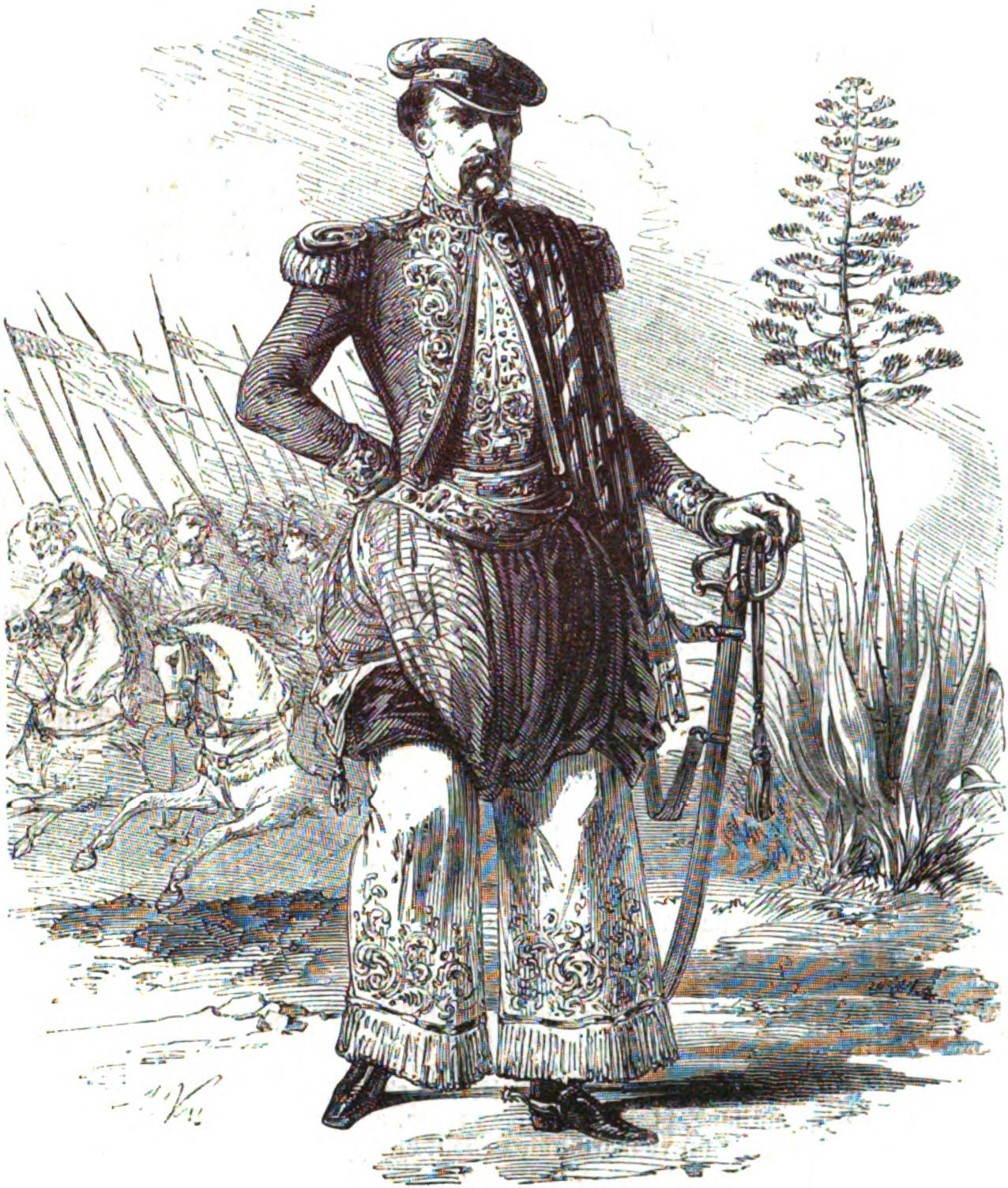
General Urquiza.

Ante la actitud hostil del Imperio, Rosas se preparó para la guerra: envió tropas a Urquiza y lo nombró jefe de un Ejército de Observación para tomar parte en una nueva eventual guerra contra el Brasil. Pero Urquiza las aprovechó en beneficio de sus planes.
Urquiza interpretó que Rosas abría un nuevo frente para seguir postergando la organización constitucional; se puso en contacto con los enviados del gobierno de Montevideo y del Imperio. Reafirmó la alianza con el gobernador de la provincia de Corrientes, Benjamín Virasoro, y ordenó la prisión y el fusilamiento del presidente del congreso provincial correntino. La preocupación principal de ambos era la de liberar el comercio fluvial y ultramarino, pero también reclamaban su participación en los ingresos de la Aduana de Buenos Aires.
Urquiza no se movió hasta asegurarse la provisión de lo único que le faltaba: dinero. Y el encargado de proveérselo fue el Barón de Mauá, el banquero más importante del Brasil, cuyo emperador financió las campañas de Urquiza.
El 1 de mayo de 1851, Urquiza lanzó en Concepción del Uruguay su "Pronunciamiento" contra Rosas: la Legislatura entrerriana aceptó las repetidas renuncias de Rosas a la gobernación de Buenos Aires y a seguir haciéndose cargo de las relaciones exteriores. Reasumió el manejo de la política exterior y de guerra de la provincia. Por último, reemplazó de los documentos el ya familiar «¡Mueran los salvajes unitarios!», por la frase «¡Mueran los enemigos de la organización nacional!».
Unos pocos días más tarde, Corrientes imitó las leyes de Entre Ríos. En un breve período de tiempo, Urquiza movilizó 10 000 u 11 000 jinetes entrerrianos (lo que fue un gran esfuerzo para una provincia de 46 000 habitantes).
La prensa porteña reaccionó indignada por esta "traición"; todos los demás gobernadores lanzaron anatemas y amenazas públicas contra el «loco, traidor, salvaje unitario Urquiza». En los meses siguientes, la mayor parte de ellos hizo nombrar a Rosas "Jefe Supremo de la Nación", esto es, un presidente sin título de tal, ni Congreso que lo controlara. Pero ninguno se movió en su defensa.
Rosas reaccionó con una lentitud poco habitual en él; los años lo habían convertido en un eficiente burócrata, pero ya había perdido la capacidad de sopesar los problemas y reaccionar ante ellos. Solo esperó.

### Campaña al Uruguay
A fines de mayo se firmó un tratado entre Entre Ríos, el gobierno de Montevideo y el Imperio del Brasil, que acordaba una alianza para expulsar al general Manuel Oribe del Uruguay, llamar a elecciones libres en todo ese país y, si —como era de esperarse— Rosas declaraba la guerra a una de las partes, unirse para atacarlo.
Como primer paso de su plan estratégico, Urquiza ingresó con los ejércitos correntinos —al mando de José Antonio Virasoro— y entrerrianos a territorio uruguayo en el mes de julio. Llevaba más de 6000 hombres. Con él venía el general Eugenio Garzón, enemigo de Oribe desde poco antes de Arroyo Grande, y a él se fueron pasando los ejércitos "blancos" orientales.
En simultáneo, por el norte del país ingresaron tropas brasileñas. Rosas declaró la guerra al Brasil.
No hubo guerra: Oribe quedó casi solo, defendido solo por las fuerzas porteñas, que no tenían instrucciones adecuadas sobre qué hacer. De modo que Urquiza y Oribe firmaron un pacto el 8 de octubre, por el que se levantaba el sitio. Oribe renunció y se alejó de la ciudad sin ser hostilizado; a cambio, el gobierno del país, incluida Montevideo, sería asumido por el general Garzón. Este nunca llegó a asumir la prometida presidencia, ya que falleció. En su lugar fue nombrado Juan Francisco Giró.
La ayuda brasileña se pagó cara: el Imperio forzó al nuevo gobierno a aceptar tratados por los cuales el Uruguay cedía una gran franja de territorio en el norte del país; ese territorio estaba ocupado por ganaderos brasileños, protegidos por fuerzas brasileñas, pero hasta entonces era reconocido como parte del Uruguay. Además, el Uruguay reconocía al Brasil como garante de la independencia, del orden y de las instituciones uruguayas; el Imperio se aseguraba el derecho de intervenir en la política interna de su vecino sin ningún control externo.
Urquiza permitió a los jefes porteños embarcarse hacia Buenos Aires, dando a entender que sus tropas los seguirían. Pero los oficiales fueron alejados de la costa por los buques ingleses y las tropas porteñas fueron incorporadas a la fuerza al ejército de Urquiza, bajo el mando de oficiales unitarios. Desde entonces, sus fuerzas pasaron a llamarse Ejército Grande. Las tropas aliadas se componían de 27 000 hombres, en su mayoría argentinos pero también miles de uruguayos y regulares brasileños.
Otros 10 000 hombres quedaron de reserva en Colonia del Sacramento (llamado Ejército Chico).
Rosas en ese momento disponía de 25 000 hombres.

### Campaña del Ejército Grande
A fines de octubre, Urquiza estaba de vuelta en Entre Ríos. Durante su ausencia, el coronel Hilario Lagos había salido de Entre Ríos con las tropas que allí tenía Rosas.

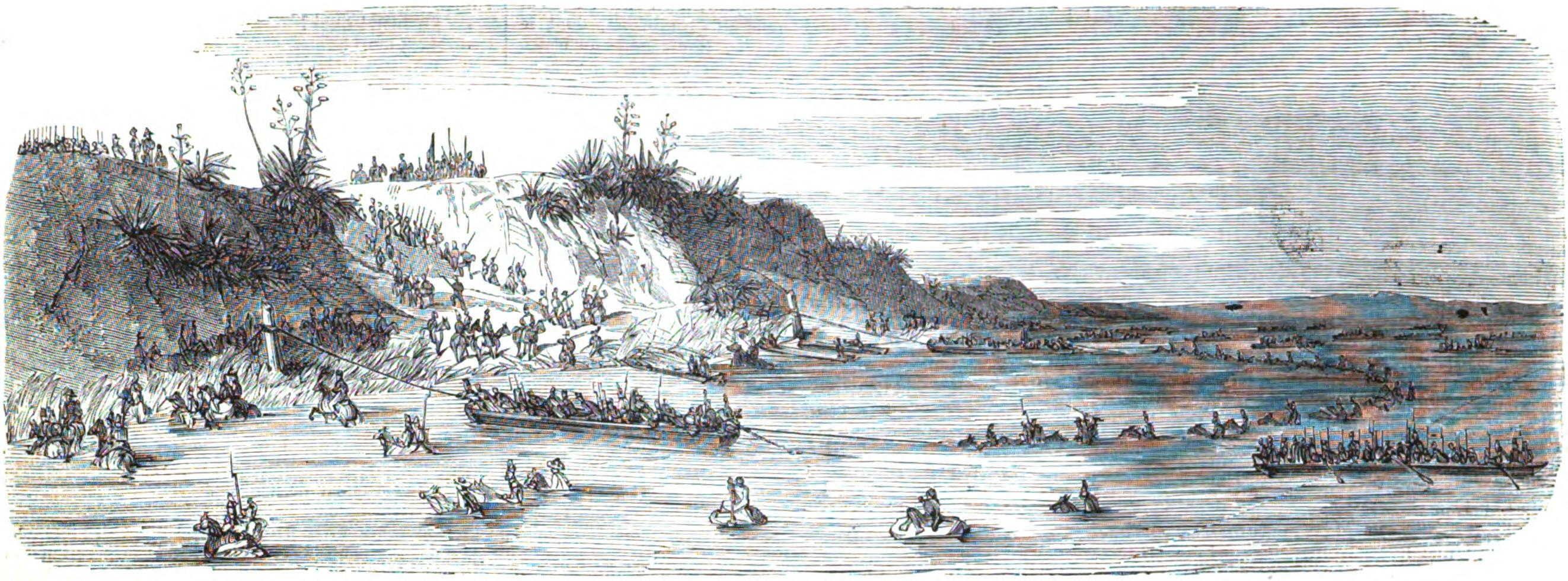
Paso del Paraná por el ejército de Urquiza.

A fines de noviembre, el Brasil, el Uruguay y «los estados de Entre Ríos y Corrientes» declararon la guerra a Rosas. El Imperio concedía un crédito de cien mil patacones (Réis) para financiar la guerra, cifra que se reconocía como deuda de la Nación Argentina, dos mil espadas más las municiones y armas que hicieran falta. El coste humano de la guerra lo pondrían las provincias del litoral. Una división de infantería con un regimiento de caballería y dos baterías de seis cañones cada una serían el aporte militar brasileño, 4000 hombres al mando del general Manuel Marques de Sousa, aparte de 12 000 reservistas en las costas del Uruguay que intervendrían si era necesario.
Tras reunir y adiestrar sus fuerzas en Gualeguaychú, Urquiza reunió las fuerzas provinciales en el campamento del Calá, y partió el 13 de diciembre al encuentro del Ejército Grande, el cual se concentró en Diamante, puerto de Punta Gorda. Desde allí, las tropas fueron cruzando el Paraná desde la víspera de Navidad hasta el día de Reyes de 1852. Las tropas de infantería y los pertrechos de artillería cruzaron en buques militares brasileños, mientras la caballería cruzó a nado.
Desembarcaron en Coronda, a mitad de camino entre Rosario y Santa Fe. El gobernador Echagüe abandonó con sus fuerzas la capital, para enfrentar al ejército enemigo y contactar al general Pacheco, que tenía su división en San Nicolás de los Arroyos. Pero las tropas santafesinas se sublevaron; de inmediato, Urquiza envió hacia allí a Domingo Crespo, que asumió como gobernador. Las tropas rosarinas de Mansilla se sublevaron y se pasaron a Urquiza, de modo que —con lo que les quedaba— Echagüe, Pacheco y Mansilla debieron retroceder hacia el sur. La provincia de Santa Fe había sido tomada en forma tan pacífica como el Uruguay, y el general Juan Pablo López (hermano del difunto exgobernador y caudillo santafesino Estanislao López) se puso al mando de los santafesinos unidos al Ejército Grande.
En camino hacia Buenos Aires, un regimiento entero se pasó a las fuerzas de Buenos Aires: asesinaron a su jefe, el coronel unitario Pedro León Aquino, y a todos sus oficiales; eran de las fuerzas porteñas que habían sido obligadas a unirse a Urquiza en Montevideo.
Rosas nombró a Pacheco jefe del ejército provincial, pero luego dio órdenes contradictorias a Hilario Lagos, sin informar al general. El gobernador se instaló en su campamento de Santos Lugares, dando órdenes burocráticas y sin decidir nada útil. Pacheco, cansado de un jefe que arruinaba sus esfuerzos, renunció al mando del ejército y se retiró a su estancia sin esperar respuesta usó como pretexto el estar enfermo el 1 de febrero dijo:

(...) el espíritu militar estaba relajado, que los jefes recibían órdenes secretas y que él no quería aparecer como jefe cuando no era ciegamente obedecido.

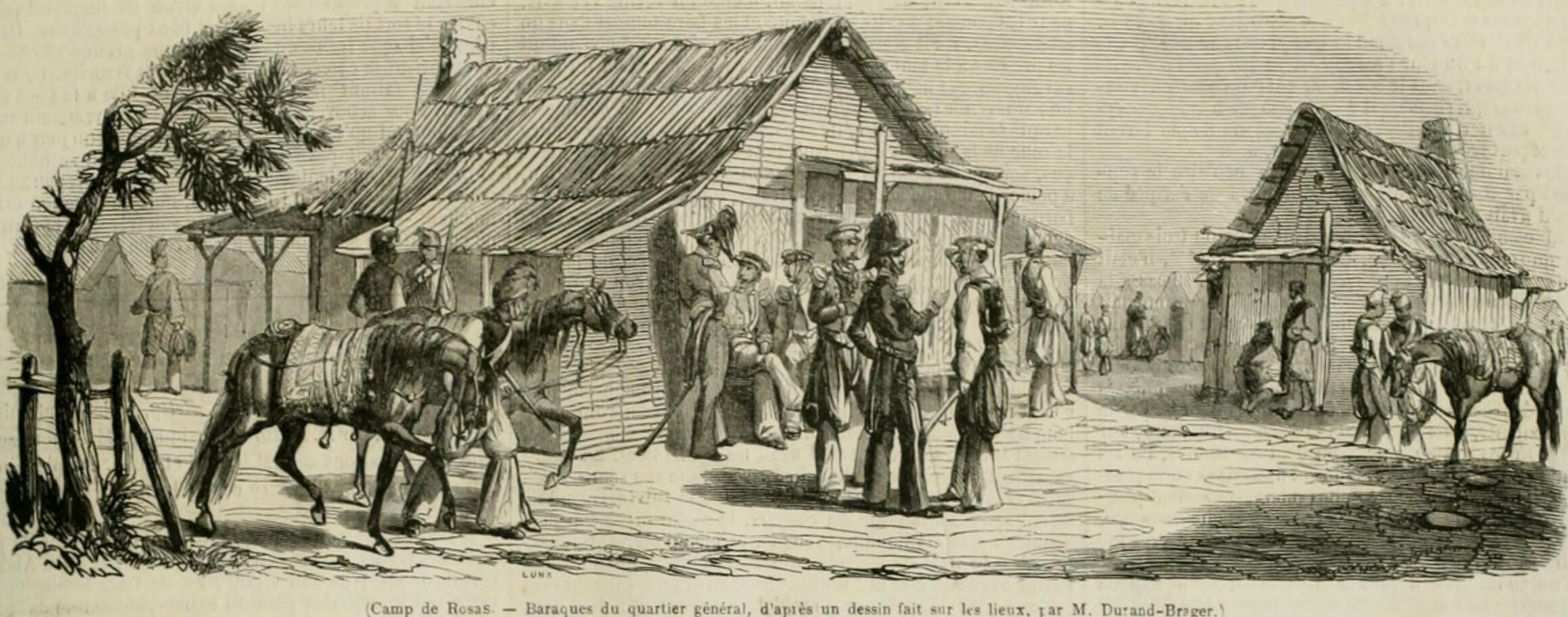
Cuartel general del personal en uno de los campamentos del ejército de Juan Manuel de Rosas, Argentina, dibujo de Jean-Baptiste Henri Durand-Brager

De modo que Rosas asumió en persona el mando de su ejército; fue una pésima elección, ya que —si bien era un gran político y organizador— no era en absoluto un general capaz. No maniobró para elegir un campo de batalla, ni se retiró hacia la capital a esperar un sitio; sólo esperó. Su única avanzada, 6000 jinetes al mando de Lagos, fue derrotada por 2000 jinetes de las divisiones del Ejército Grande de los generales Juan Pablo López y Miguel Gerónimo Galarza en los "campos de Álvarez" el 29 de enero.

## La batalla

### Fuerzas defensoras
En la Batalla de Caseros las fuerzas porteñas (rosistas) contaban con 10 000 infantes, 12 000 hombres de caballería y 60 cañones. Acompañaban a Rosas sus fieles jefes Jerónimo Costa, quien defendiera la isla Martín García de los franceses en 1838; Martiniano Chilavert, ex unitario que se pasó al bando rosista para no unirse a extranjeros; e Hilario Lagos, veterano de la campaña de Rosas al Desierto.

#### Deserciones

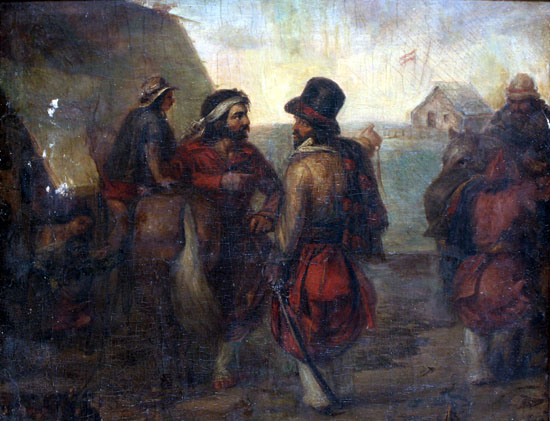
Campamento de Rosas en Palermo, por Fiorini, 1835.

Debido a las numerosas deserciones —entre las que se destaca la del general Ángel Pacheco— y a la baja moral de las tropas, algunos historiadores y analistas militares intentan justificar a Rosas argumentando que la batalla ya estaba perdida de antemano. Sin embargo, su oponente también sufrió varias deserciones, entre ellas la del Regimiento Aquino, formado por soldados leales a Rosas, que se sublevaron asesinando a su comandante Pedro León Aquino y a todos los oficiales, y se pasaron al bando rosista.

### Fuerzas atacantes
Urquiza contaba con al menos 24 000 hombres, entre ellos 3500 brasileños y 1500 uruguayos.
Entre sus jefes se encontraban notorios argentinos, como los futuros presidentes Bartolomé Mitre y Domingo Faustino Sarmiento. Sin embargo, el grueso de sus tropas estaba formado por gauchos indisciplinados. Solo los brasileños eran soldados profesionales.

### La batalla
Al amanecer Urquiza hizo leer a sus tropas una proclama:

¡Soldados! ¡Hoy hace cuarenta días que en el Diamante cruzamos las corrientes del río Paraná y ya estabais cerca de la ciudad de Buenos Aires y al frente de vuestros enemigos, donde combatiréis por la libertad y por la gloria!

¡Soldados! ¡Si el tirano y sus esclavos os esperan, enseñad al mundo que sois invencibles y si la victoria por un momento es ingrata con alguno de vosotros, buscad a vuestro general en el campo de batalla, porque en el campo de batalla es el punto de reunión de los soldados del ejército aliado, donde debemos todos vencer o morir!

Este es el deber que os impone en nombre de la Patria vuestro general y amigo.

Justo José de Urquiza.

La batalla duró seis horas y se desarrolló en la estancia de la familia Caseros, situada en las afueras de la ciudad de Buenos Aires, el campo de batalla se encuentra en los terrenos del Colegio Militar de la Nación.

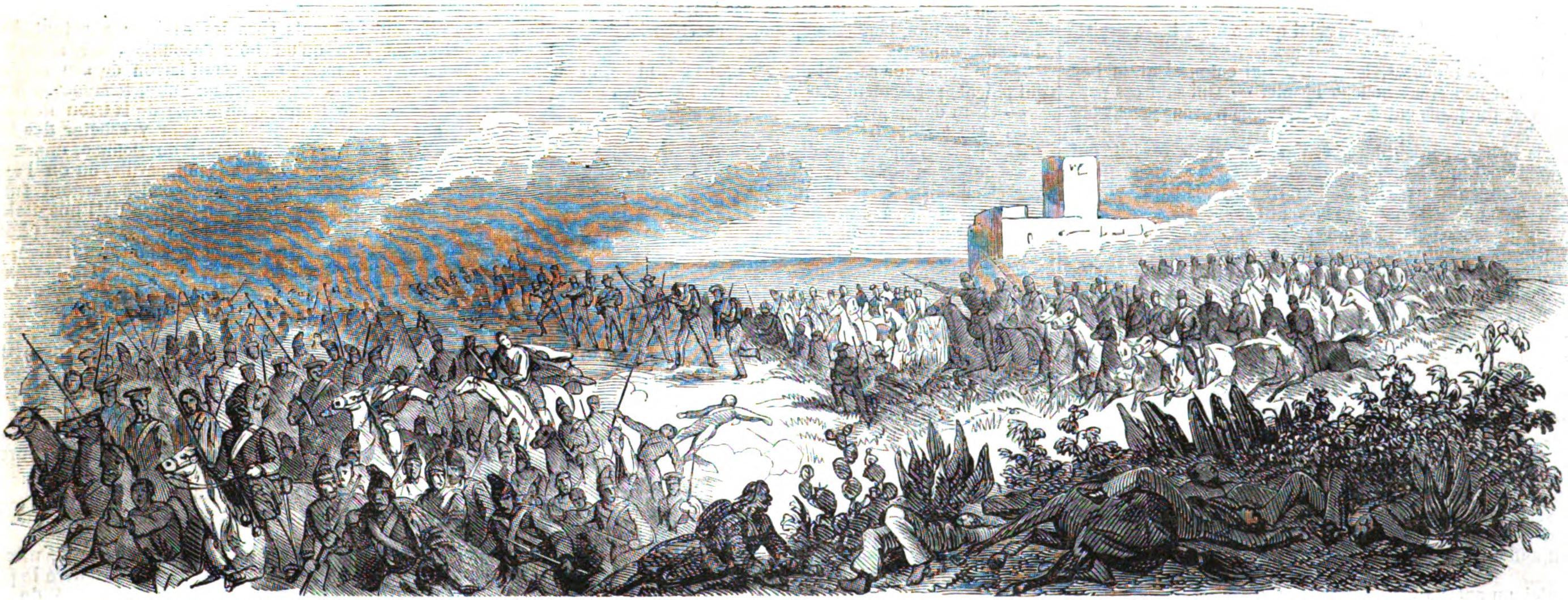
Batalla en Santos Lugares (Caseros).

Lo llamativo es que habiendo chocado casi 50 000 hombres desde las 9:00 hasta cerca de las 15:00 en un radio no demasiado amplio, las bajas fueron reducidas: apenas unos pocos cientos de hombres muertos en combate.
Urquiza no dirigió la batalla: cada jefe hizo lo que quiso. Urquiza, en un acto imprudente para un general en jefe, cargó al frente de su caballería entrerriana contra la izquierda de la línea enemiga.
Entretanto, la infantería brasileña, apoyada por una brigada uruguaya y un escuadrón de caballería argentino, tomó el Palomar, curiosa construcción circular destinada a la cría de palomas ―que sigue en pie― situada cerca de la derecha rosista. Una vez que los dos flancos cedieron, sólo el centro continuó la batalla, reducida a un duelo de artillería y fusilería. La última resistencia fue dirigida por dos unitarios: la infantería de Díaz y la artillería de Chilavert. Como se le terminaron las balas, este mandó recoger los proyectiles del enemigo desparramados alrededor y disparó con estos. Cuando no hubo nada más que disparar, la infantería brasileña pudo avanzar, marcando el fin de la batalla.

### Muerte de Chilavert

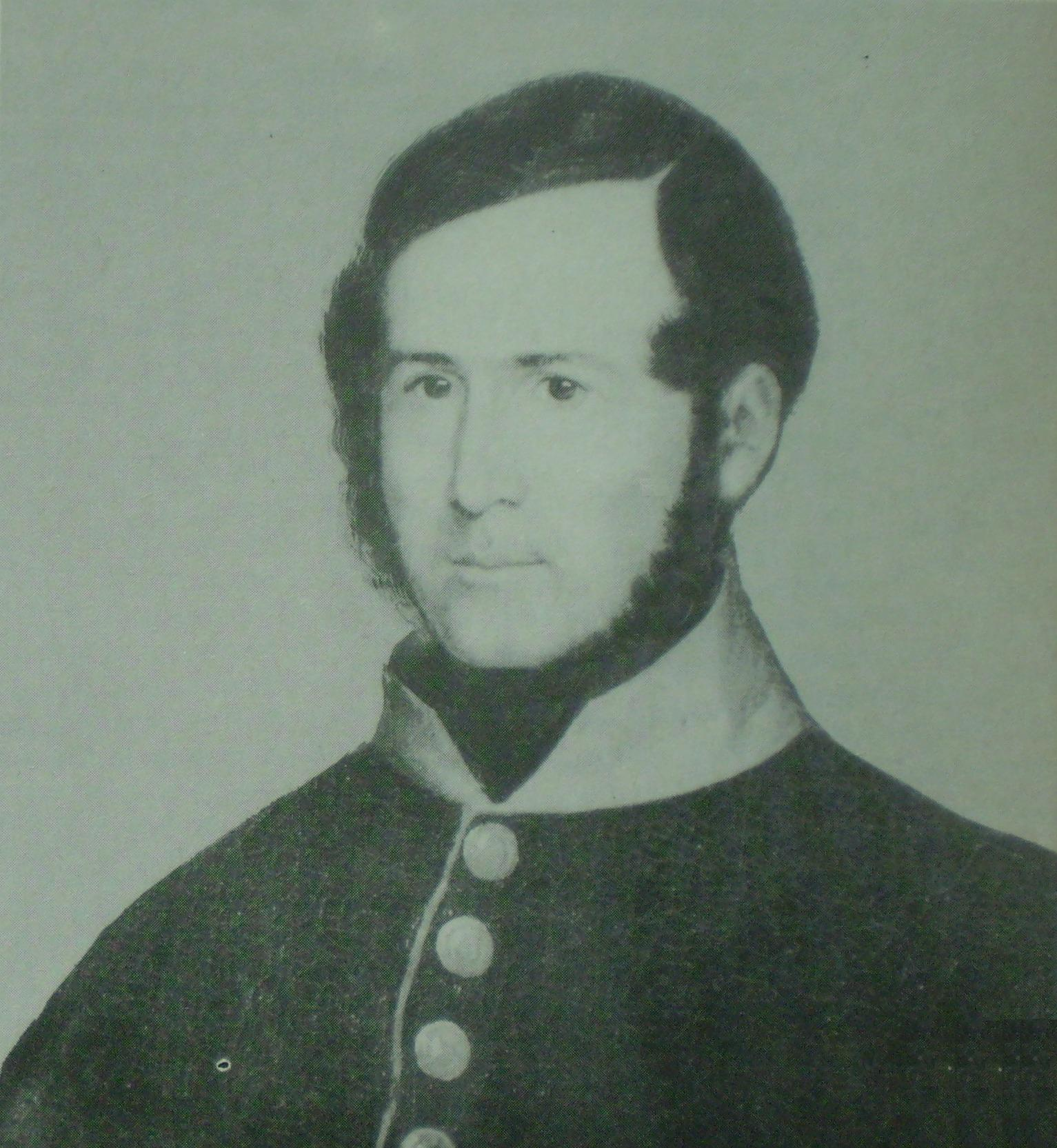
Coronel Martiniano Chilavert.

Al finalizar la batalla, aún  con ocasión de escapar, Chilavert permaneció fumando tranquilo al pie del cañón hasta que lo llevaron frente a Urquiza. Discutieron. Urquiza le recriminó su defección de la causa antirrosista. Chilavert le replicó que el único traidor era él, que se había aliado a los brasileños para atacar a su patria. Urquiza ordenó fusilarlo por la espalda (castigo reservado a los traidores), pero cuando lo llevaron al sitio de fusilamiento, Chilavert, tras derribar a quienes lo arrastraban, exigió ser baleado de frente y a cara descubierta. Se defendió a golpes, pero fue ultimado a bayonetazos y golpes de culata. Su cadáver permaneció insepulto varios días.

## Consecuencias
Rosas, herido de bala en una mano y cuando la Batalla de Caseros estuvo perdida para su bando, huyó a Buenos Aires. En el «Hueco de los sauces» (actual Plaza Garay) redactó su renuncia:

«Creo haber llenado mi deber con mis conciudadanos y compañeros. Si más no hemos hecho en el sostén de nuestra independencia, nuestra identidad, y de nuestro honor, es porque más no hemos podido».

Pocas horas después, protegido por el cónsul británico Robert Gore, Rosas se embarcó en la fragata británica Centaur rumbo al exilio en Gran Bretaña.
A Buenos Aires empezaron a llegar los primeros fugitivos a las 11:00, anunciando la devastadora derrota. Pronto la ciudad quedó acéfala y se iniciaron los saqueos de parte de grupos de vándalos mientras Mansilla se mostraba incapaz de detenerlos, aunque permitió que tropas de las flotas extranjeras entraran en la urbe para proteger a sus ciudadanos, diplomáticos y sus propiedades. Sin embargo, el vandalismo continuó hasta el día 4. Las tropas de Mansilla eran apenas seis batallones de guardias nacionales que se disolvieron al saber de la derrota. El 5 de febrero, a pedido de los enviados extranjeros, Urquiza mandó tres batallones para imponer el orden. 
Recién quince días más tarde, el general victorioso entró en la capital, en un desfile y montando el caballo de Rosas. Poco después se nombró al presidente del Tribunal Superior de Buenos Aires, Vicente López y Planes, como gobernador interino.
Además de la ejecución de Chilavert y varios oficiales rosistas en el campo de batalla, todos los sobrevivientes del Regimiento de Aquino fueron fusilados sin juicio, y sus cadáveres colgados de los árboles de Palermo de San Benito, la residencia de Rosas ocupada por sus vencedores. Tiempo después fueron enjuiciados y ejecutados varios de los miembros del escuadrón de represión rosista que actuara en La Mazorca, entre ellos Ciriaco Cuitiño y Leandro Antonio Alén, padre del caudillo radical Leandro N. Alem y abuelo de Hipólito Yrigoyen.
Además de forzar la renuncia de Rosas, la batalla colocó al general Urquiza en la posición de preeminencia que aquel había ocupado, lo que le permitiría reunir a los gobernadores de las provincias para la firma del Acuerdo de San Nicolás, en el cual se convocó la reunión de un Congreso General Constituyente, que al año siguiente llevaría a la sanción de la Constitución Argentina de 1853, que es la base de la Constitución de la Nación Argentina. No obstante, el proceso de organización nacional no se puede considerar cerrado, como temprano, hasta 1880, ya que hasta esa fecha continuaron generándose sucesivas guerras civiles en el país.